# Pseudochiridium insulae
Espèce
Pseudochiridium insulae est une espèce de pseudoscorpions de la famille des Pseudochiridiidae.

## Distribution
Cette espèce se rencontre aux États-Unis en Floride, en République dominicaine et à Cuba.

## Description
Le mâle décrit par Barba et Barroso en 2013 mesure 0,925 mm et la femelle 1,05 mm.

## Publication originale
- Hoff, 1964 : A new pseudochiridiid pseudoscorpion from Florida. Transactions of the American Microscopical Society, vol. 83, p. 89-92.